# Litoria tornieri
A Litoria tornieri a kétéltűek (Amphibia) osztályának békák (Anura) rendjébe, a Pelodryadidae családba, azon belül a Pelodryadinae alcsaládba tartozó faj.

## Előfordulása
A faj Ausztrália endemikus faja. Természetes élőhelye a szubtrópusi vagy trópusi száraz erdők, szubtrópusi vagy trópusi mocsarak, száraz szavannák, szubtrópusi vagy trópusi száraz síkvidéki rétek, mocsarak, időszaki édesvízí tavak és mocsarak.